# Eucereon fuscobruneum
Eucereon fuscobruneum là một loài bướm đêm thuộc phân họ Arctiinae, họ Erebidae.